# موسیقی سرف
موسیقی سرف یا سرف راک (به انگلیسی: Surf music) به معنی موسیقی موج سواری یک سبک از موسیقی راک است که از فرهنگ موج سواری می‌آید. خاستگاه این سبک در کالیفرنیای جنوبی، ایلات متحده است. موسیقی سرف از سال ۱۹۵۸ تا ۱۹۶۴ به دو فرم خاص محبوبیت داشت. نخستین مورد آن موسیقی سرف بی کلام است که با گیتارهای برقی به همراه بازآوایش سنگین همراه است که برای برانگیختن صدای موج‌های دریا شناخته می‌شود و توسط دیک دیل و دل‌ تونز به محبوبیت رسید. دومین مورد آن موسیقی سرف آوازی است که به همراه خواننده است و توسط بیچ بویز محبوب شد.
دیک دیل و دل تونز سرف راک را با الهام از راک بی کلام و موسیقی ایرانی و موسیقی لاتین به وجود آوردند. ترانه مشهور دیک دیل «بیا خمار و مست شویم» در سال ۱۹۶۱ موسیقی سرف را به محبوبیت رساند.

## تأثیر و احیا

### سرف پانک
سرف پانک احیای سبک اصلی موسیقی موج‌سواری است که ترکیبی از سرف راک و پانک راک می‌باشد. این سبک در اواخر دههٔ ۱۹۷۰ و اوایل دههٔ ۱۹۸۰ توسط گروه‌ها و هنرمندانی مانند رامونز آغاز شد، که آلبوم معروف خود با عنوان موشک به سمت روسیه را در سال ۱۹۷۷ منتشر نمودند. این آلبوم شامل یک نسخهٔ معروف از ترانهٔ «پرنده موج‌سوار» اثر ترشمن بود (که نسخه‌ای از آن به‌عنوان تک‌آهنگ دبیو گروهٔ کرمپز در سال ۱۹۷۸ منتشر گردید).

## همچنین بخوانید
- Bovey, Seth (2019). Five Years Ahead of My Time: Garage Rock from the 1950s to the Present. London: Reaktion Books. pp. 40–55. ISBN 978-1-78914-065-1.
- Chidester, Brian; Priore, Domenic (2008). Pop Surf Culture: Music, Design, Film, and Fashion from the Bohemian Surf Boom. Santa Monica Press. ISBN 978-1-59580-035-0.
- Crowley, Kent (2011). Surf Beat: Rock 'n' Roll's Forgotten Revolution. New York: Backbeat Books. ISBN 978-1-61713-007-6.
- Dalley, Robert J. (1996). Surfin' Guitars: Instrumental Surf Bands of the Sixties (2nd ed.). Ann Arbor, Michigan: Popular Culture, Ink. ISBN 1-56075-042-1.
- Miller, Chuck (2011). Warman's American Records. Krause Publications. ISBN 978-1-4402-2821-6.
- Valdez, Stephen K. (2006). A History of Rock Music. Kendall/Hunt Publishing Company. ISBN 978-0-7575-3379-2.